# Mount Slaughter
Mount Slaughter är ett berg i Antarktis. Det ligger i Västantarktis. Chile gör anspråk på området. Toppen på Mount Slaughter är 3 600 meter över havet.
Terrängen runt Mount Slaughter är huvudsakligen bergig, men åt sydväst är den kuperad. Trakten är obefolkad. Det finns inga samhällen i närheten. 